# 장음계

장음계

장음계(長音階, 영어: major scale) 또는 아이오니안 모드는 음계의 하나로 자연 음계에서 제 3~4음과 7~8음이 반음인 온음계이다. 다음은 가령 다장조의 자연장음계를 나타낸 것이다.
크게 자연 장음계(natural major scale), 화성 장음계(harmonic major scale), 가락 장음계(melodic major scale)로 나뉜다.
이 장음계를 사용하는 조성은 '장조 (major key)'라고 한다.

## 종류
브라우저에서 소리 재생을 지원하지 않습니다. 오디오 파일을 다운로드할 수 있습니다.
브라우저에서 소리 재생을 지원하지 않습니다. 오디오 파일을 다운로드할 수 있습니다.
브라우저에서 소리 재생을 지원하지 않습니다. 오디오 파일을 다운로드할 수 있습니다.

## 구조

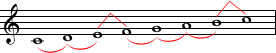
장조의 온음과 반음의 패턴

장조는 장2도 또는 온음을 사이에 둔 두개의 동일한 테트라코드로 보인다. 즉, 온음, 온음, 반음, 온음, 온음, 온음, 반음 순으로 진행된다. 각 테트라코드는 두 개의 온음과 뒤이어 오는 반음으로 구성된다. 서양의 음계는 오선지 상에 줄이나 공백을 남기지 않으며, 임시표가 붙은 음을 반복하지 않는다.
- 1번 음 - 으뜸음
- 2번 음 - 위으뜸음
- 3번 음 - 가온음
- 4번 음 - 버금딸림음
- 5번 음 - 딸림음
- 6번 음 - 버금가온음
- 7번 음 - 이끎음
- 8번 음 - 으뜸음 (또는 그 옥타브)

### 오도권(The circle of fifths)
오도권은 요한 다비트 하이니헨이 1728년에 최초로 그의 책 Der General-bass에서 도입했으며, 키(key)들 사이의 상대적인 음정의 거리를 설명하기 위한 수단으로 쓰여왔다.
원 안의 수는 어떠한 조표의 내림표, 올림표의 개수를 나타낸다. 내림표나 올림표가 없는 다장조 (C major)에서 시작하여, 내림표계 조성은 반시계방향으로, 올림표계 조성은 시계방향으로 진행된다. 이 원의 배치에서 이명동조 관계를 볼 수 있다. 각각 6개의 내림표, 올림표가 붙을 경우, 장조로는 내림사장조와 올림바장조가 서로 이명동조 관계가 된다.

## 다른 표기법과 사용
영문 표기 시, 장음계 조성의 이름을 축약어로 표현 시 해당 으뜸음 이름의 로마자를 대문자로 표기하여 으뜸음 이름만 표기하기도 한다. 가령 다장조의 영문 표기 시 'C major'는  줄여서 'C'라고 쓰기도 한다. 예를 들어, 단음계 조성의 이름을 축약어로 표현 시 해당 으뜸음 이름의 로마자를 소문자로 표기하여 으뜸음 이름만 표기하기도 하듯이 말이다. 이 경우, 가령 가단조의 영문 표기시 'A minor'를 줄여서 'a'라고 쓰는 것을 예로 들 수 있다.

## 같이 보기
- 단음계
- 온음계
- 반음계
- 음계
- 조성 (음악)
- 조표 (음악)